# Niebory
Niebory (czes. Neboryⓘ, niem. Niebory) – część miasta Trzyńca w kraju morawsko-śląskim, w powiecie Frydek-Mistek w Czechach. Jest to także gmina katastralna o powierzchni 645,74 ha, leżąca w dolinie Olzy, ok. 4 km na zachód od centrum miasta i 7 km na południe od Cieszyna. Populacja Nieborów to 1531 na dzień 1 stycznia 2008, zaś w 2009 odnotowano 457 adresów. W granicach administracyjnych Trzyńca od 1980.

## Historia
Pierwsza pisemna wzmianka pochodzi z 1425 roku. Politycznie wieś znajdowała się wówczas w granicach księstwa cieszyńskiego, będącego lennem Królestwa Czech, a od 1526 roku w wyniku objęcia tronu czeskiego przez Habsburgów wraz z regionem aż do 1918 roku w monarchii Habsburgów (potocznie Austrii).
Według austriackiego spisu ludności z 1910 roku Niebory miały 963 mieszkańców, z czego 962 zameldowanych na stałe, 960 (99,8%) polsko- i 2 (0,2%) niemieckojęzycznych, 231 (24%) katolików, 730 (75,8%) ewangelików oraz 2 (0,2%) wyznawców judaizmu.

## Galeria

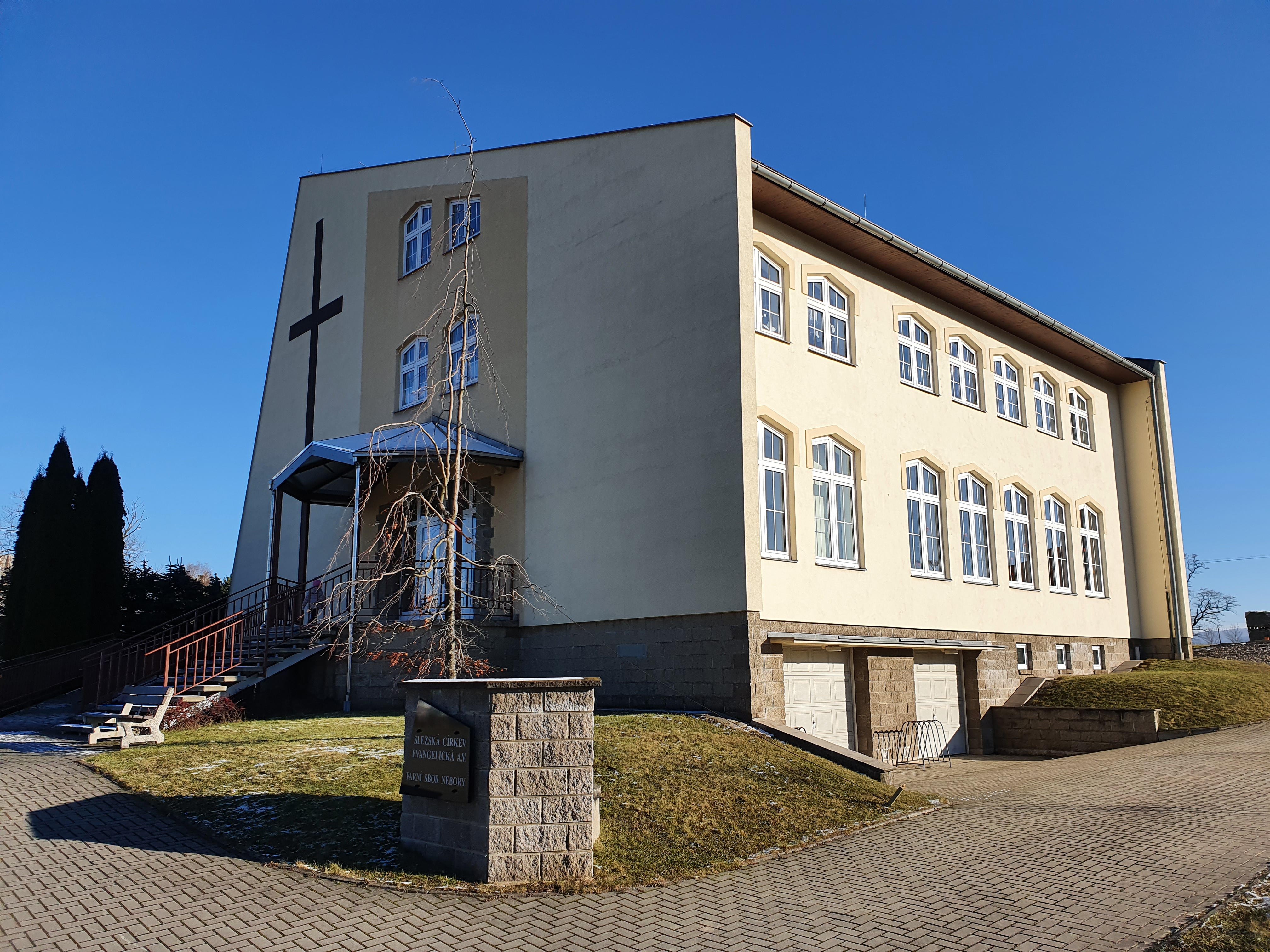
Ewangelicko-augsburski dom modlitwy
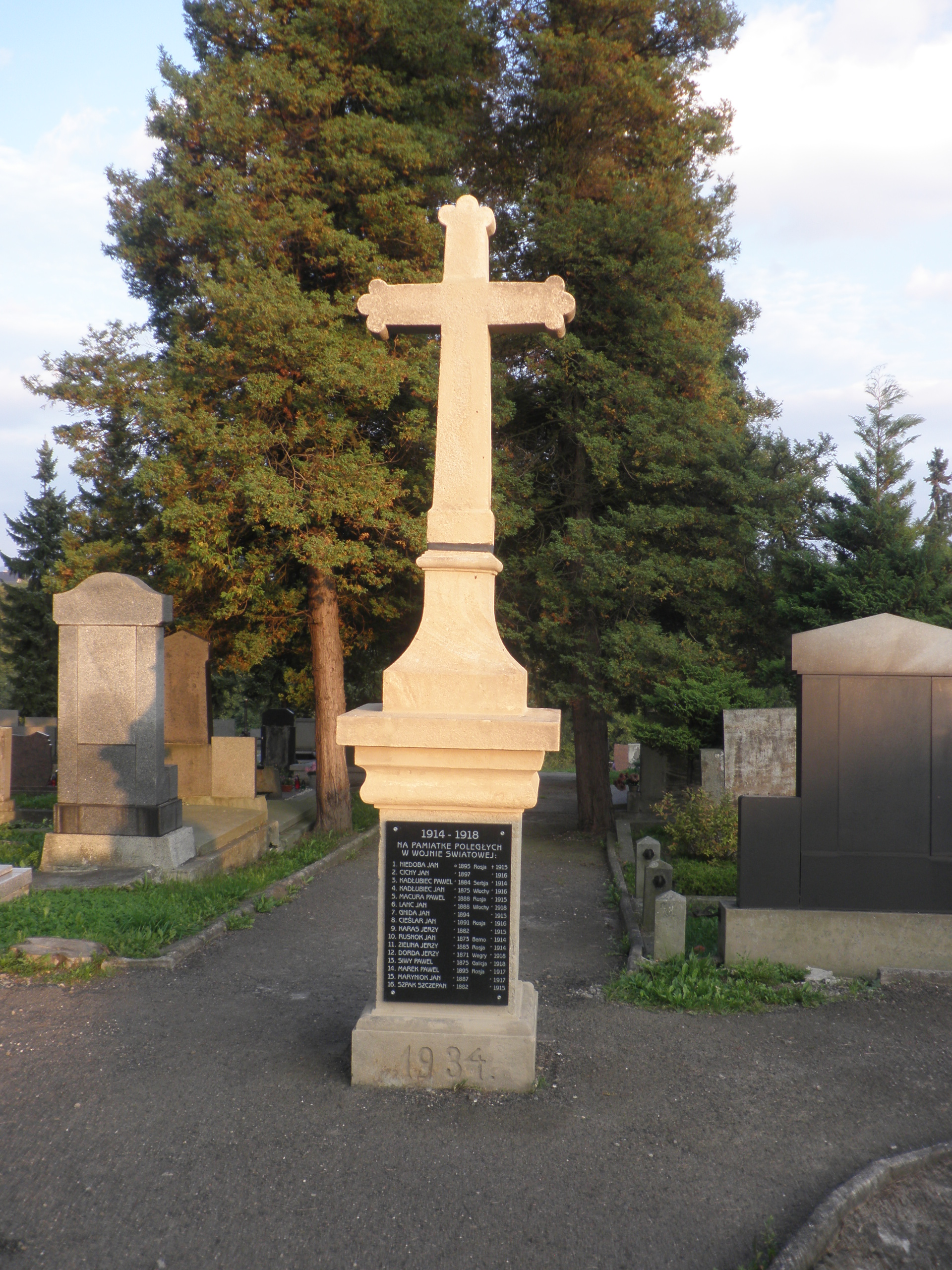
Krzyż na cmentarzu (pomnik ku czci ofiar I wojny światowej)
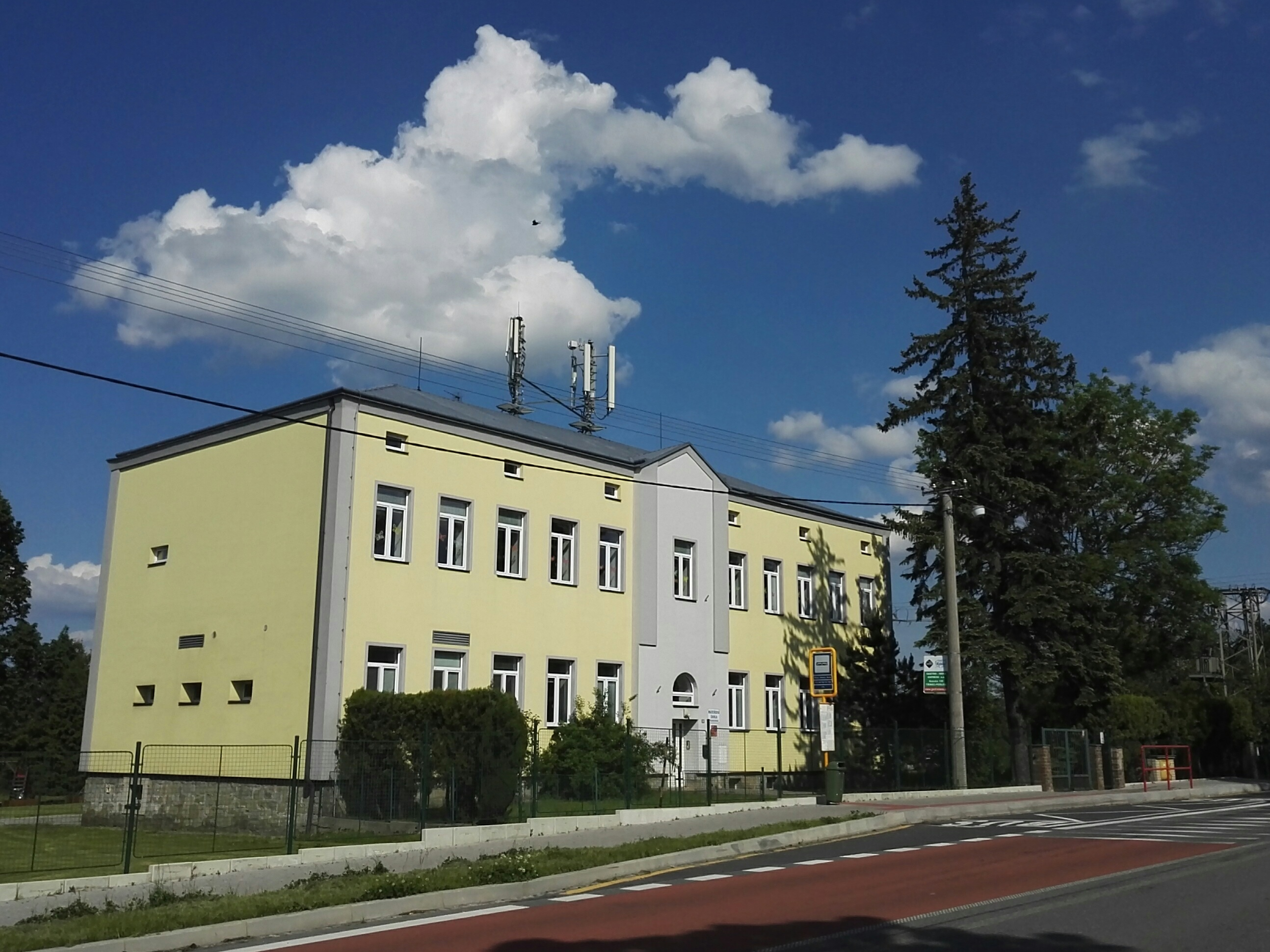
Przedszkole
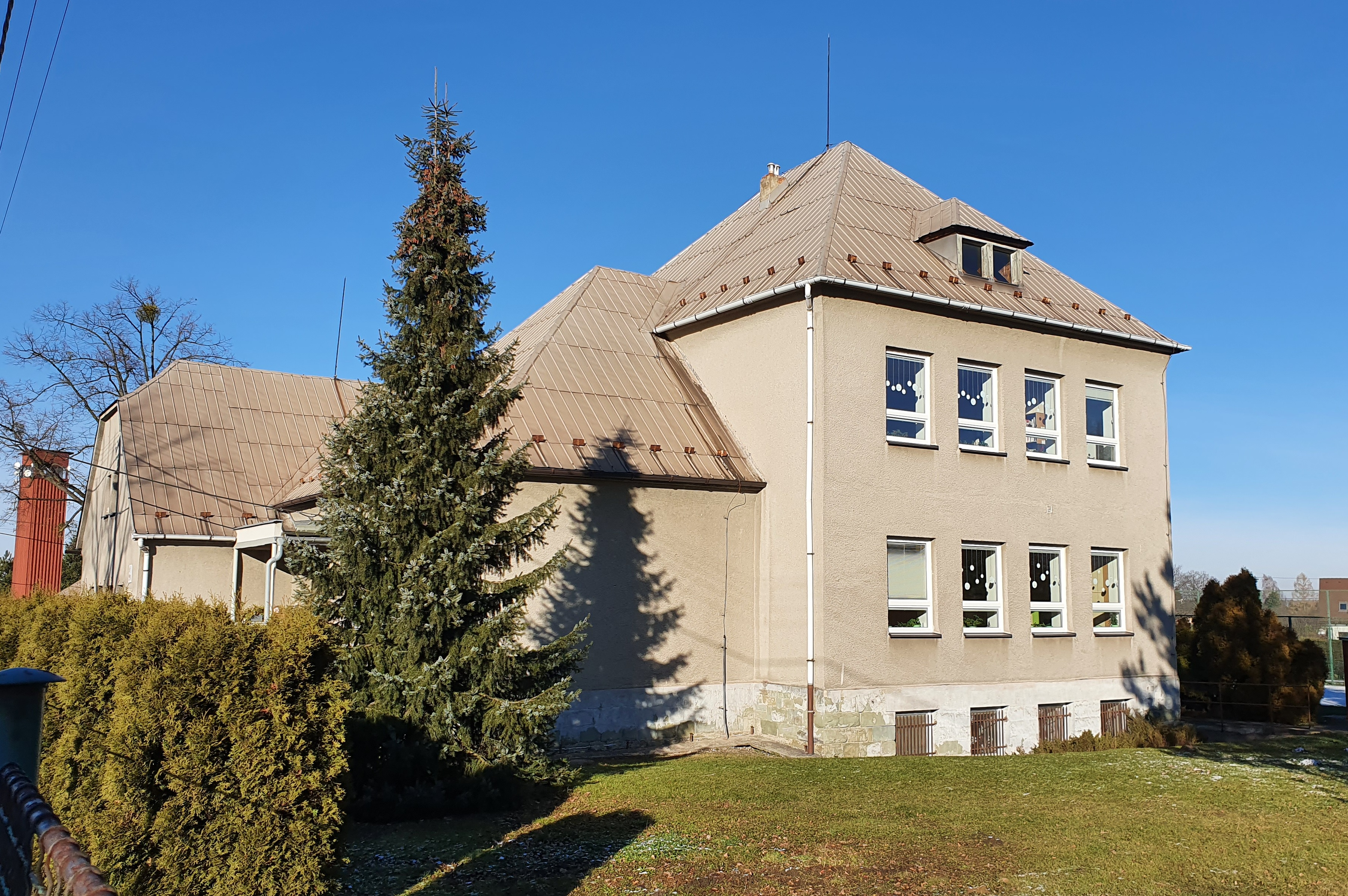
Szkoła podstawowa
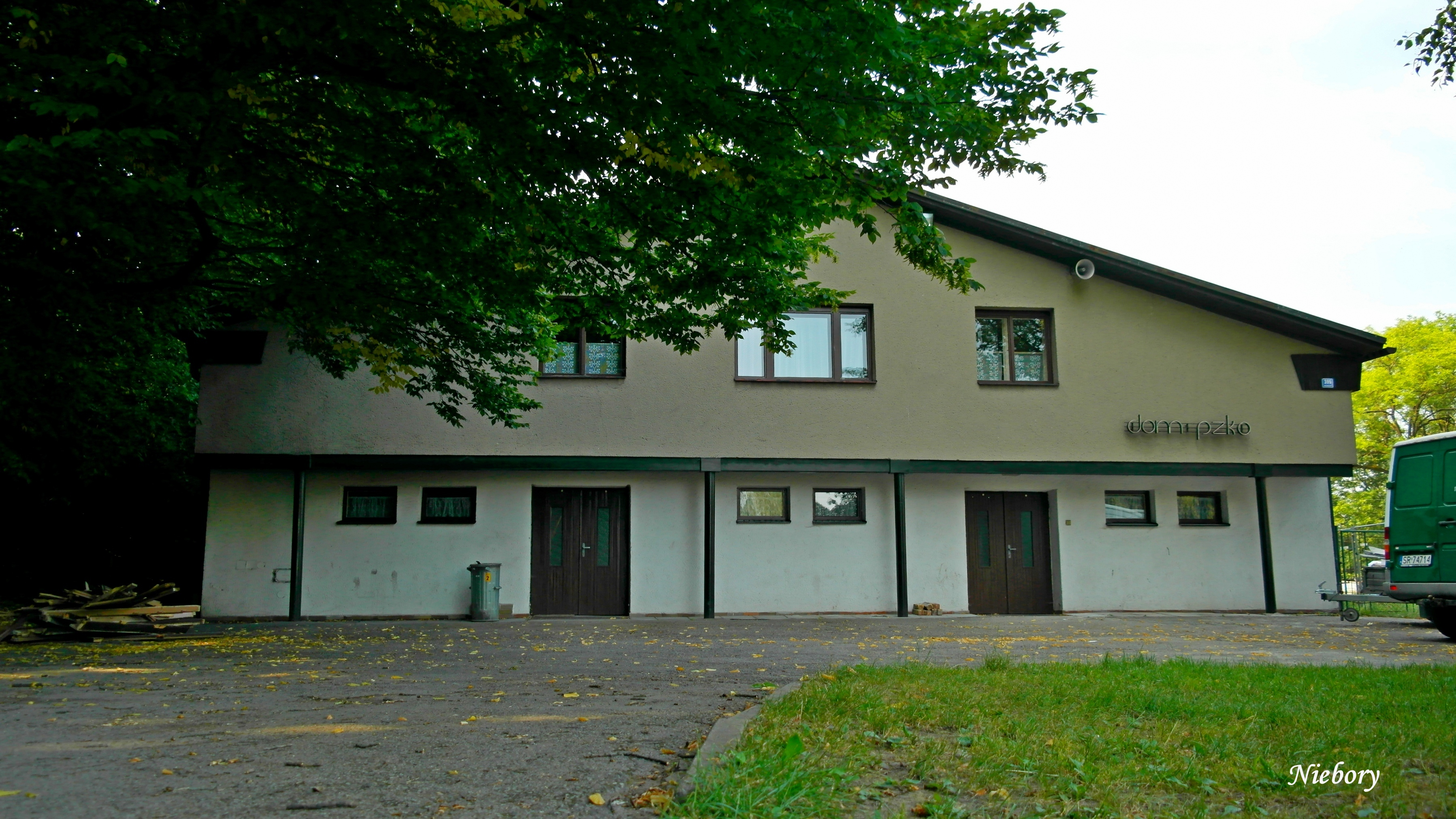
Dom PZKO
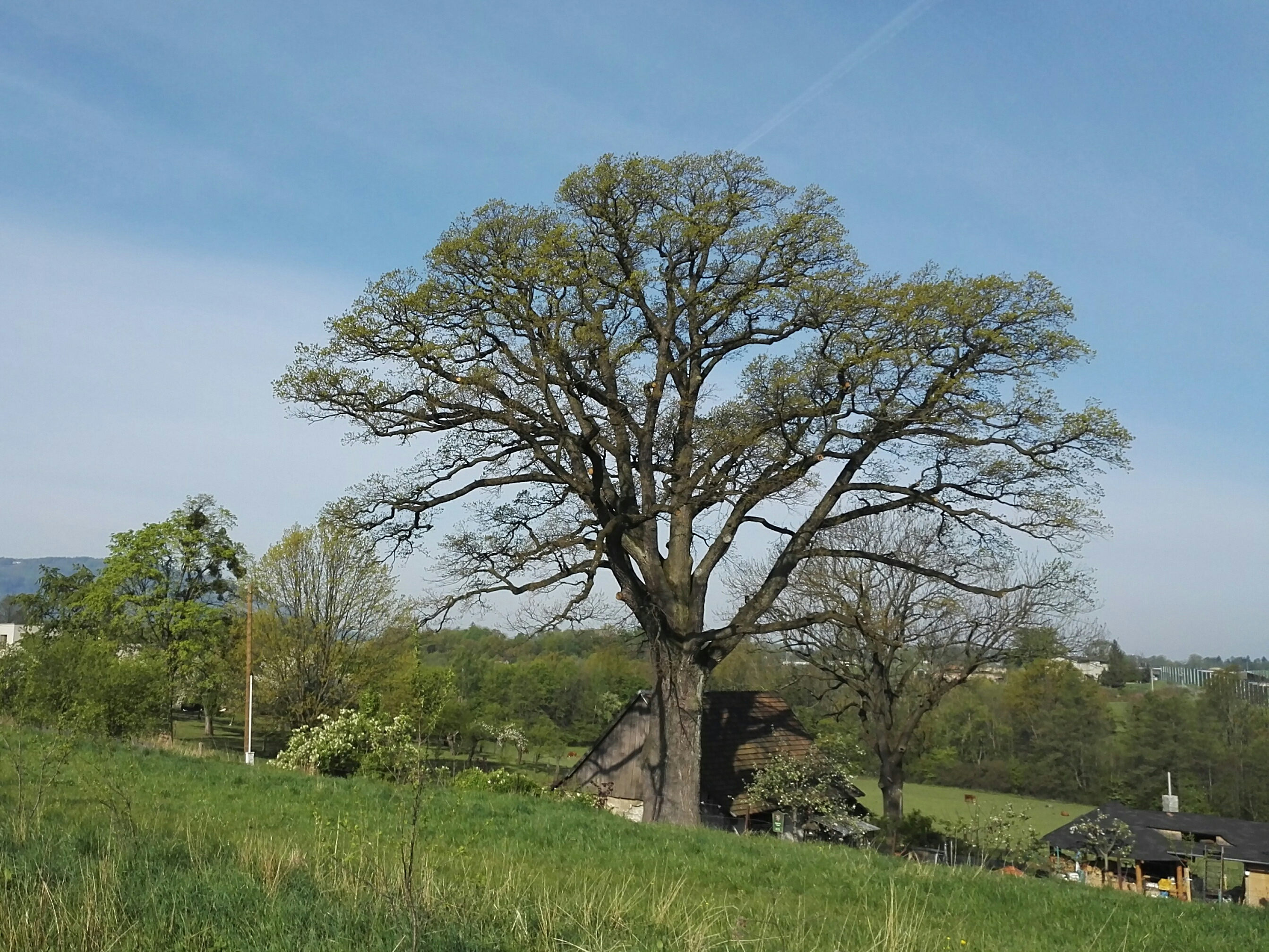
Dąb (pomnik przyrody)